# 上阿德沙伊特爾山

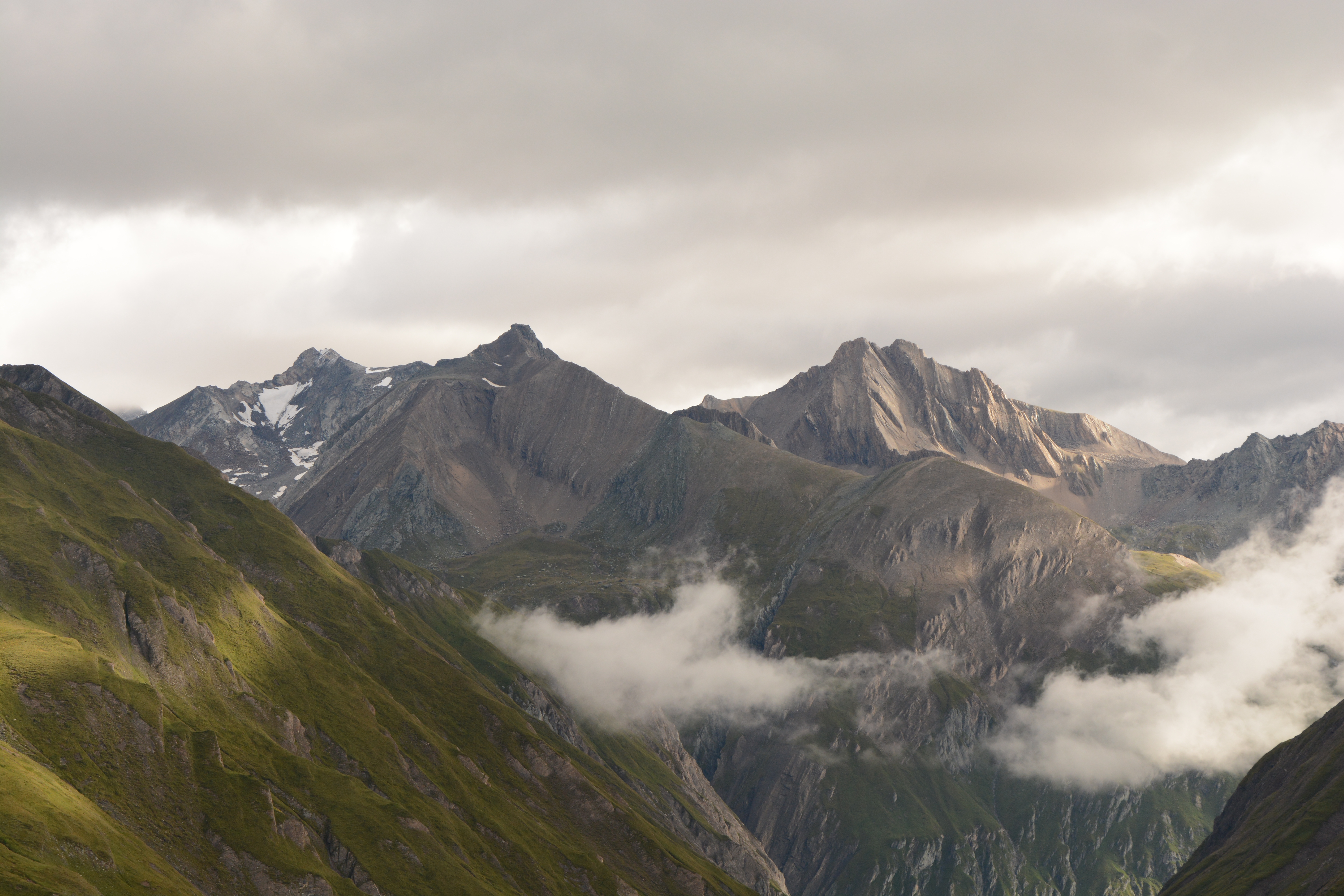

47°02′33″N 12°15′08″E / 47.042586°N 12.252084°E
上阿德沙伊特爾山（德語：Hoher Aderscheitel），是奧地利的山峰，位於該國西部，由蒂羅爾州負責管轄，屬於維內迪傑山脈的一部分，處於大韋內迪格山麓普雷格拉滕以西，海拔高度3,201米。